# Railroad Commission of Texas

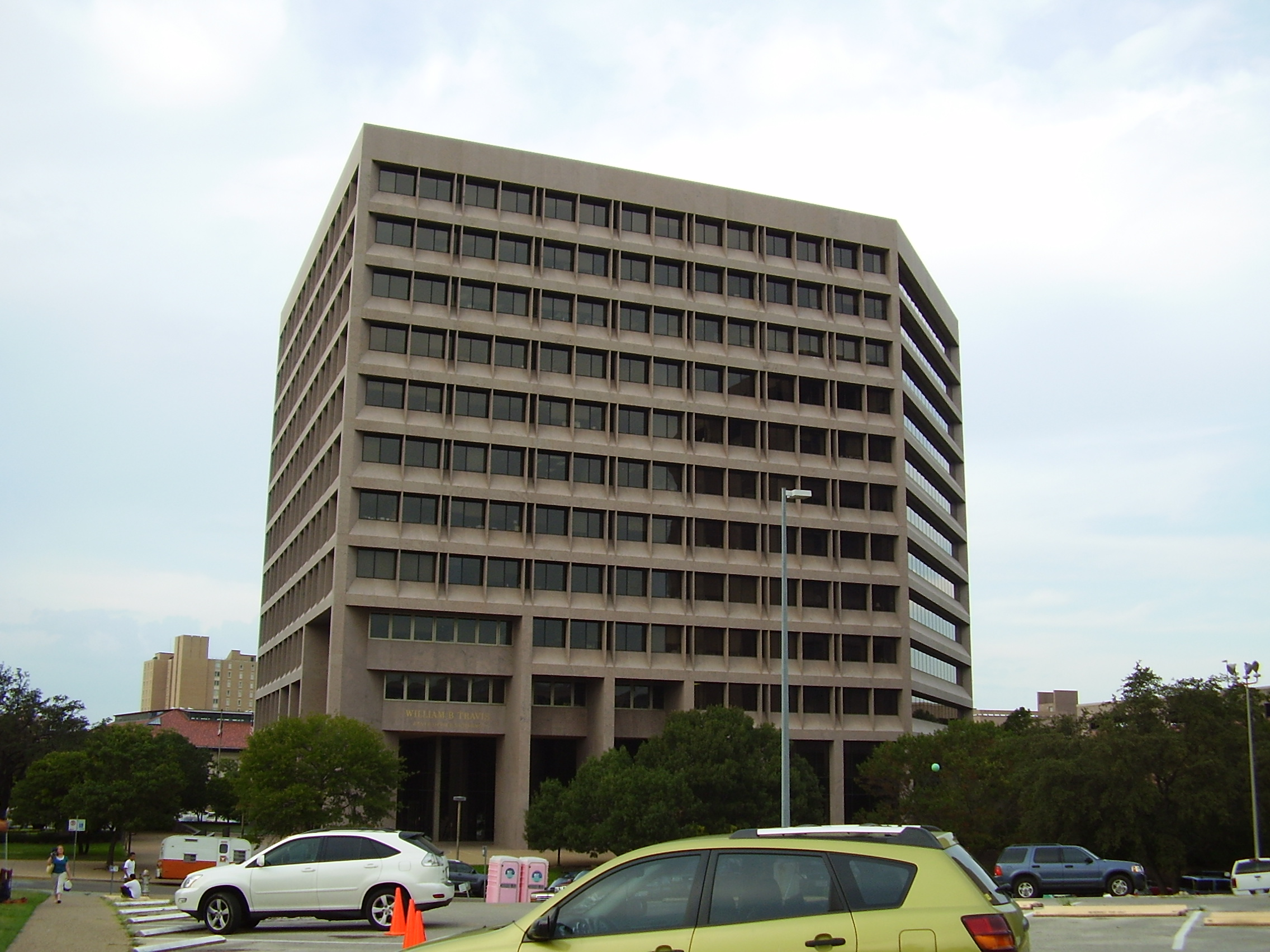
Sede centrale della Railroad Commission of Texas.

La Railroad Commission of Texas è un ente governativo statale texano che gestisce l'industria petrolifera, gli oleodotti e gasdotti, l'industria del GPL, le miniere di carbone e quelle di uranio e la sicurezza in ognuno di questi settori. Nonostante le ferrovie siano menzionate nel nome, esse non vengono più amministrate da questa agenzia.
Fondata nel 1891, la Railroad Commission of Texas è il più antico ente governativo di questo Stato.